# رابرت اسکارپیت
رابرت اسکارپیت (به انگلیسی: Robert Escarpit)؛ در ۲۴ آوریل ۱۹۱۸ در سنت مکایر، ژیروند، فرانسه زاده و در ۱۹ نوامبر ۲۰۰۰ در لانگون، ژیروند، فرانسه درگذشت. جامعه‌شناس، آکادمیک، نویسنده و روزنامه‌نگار فرانسوی بود. او بیشتر برای عموم به خاطر نگارش مقالات طنز در روزنامه‌هایی همانند «لوموند» شناخته می‌شود که در آنها از سال ۱۹۴۹ تا ۱۹۷۹ حدود بیست ستون در ماه می‌نوشت.

## زندگی

### جوانی
اسکارپیت دوران کودکی و نوجوانی خود را در ژیروند گذراند. در ۱۸ سالگی (۱۹۳۶) چون می‌خواست به تحصیل ادامه دهد، بیشتر به ضرورت و علاقه، تحصیل انگلیسی را انتخاب کرد. تحصیلات کاردانی، کارشناسی و کارشناسی ارشد را با مدرک «دکتری ادبیات انگلیسی» به پایان رساند. او از سال ۱۹۴۳ تا ۱۹۴۵ به عنوان معلم دبیرستان در آرکاشون (ژیروند) کار کرد. او به عنوان متخصص ادبیات انگلیسی نویسنده حدود پنجاه کتاب در زمینه داستان و جامعه‌شناسی مقاله و رمان است.

### خبرنگار
اسکارپیت با داستان‌های کوتاه طنز خود در روزنامه لوموند شناخته شد و به عنوان منتقد ادبی برای بسیاری از مجلات، ستون‌نویس لوموند در سال ۱۹۸۳، سپس جنوب غرب بود.

### استاد و جامعه‌شناس
پس از جنگ جهانی دوم دبیرکل و مدیر مؤسسه فرانسوی آمریکای لاتین در مکزیک شد. سپس استادیار زبان انگلیسی و استاد ادبیات تطبیقی در دانشکده هنر بوردو (۱۹۵۱–۱۹۷۰) و مؤسس مرکز جامعه‌شناسی ادبیات بود که در سال ۱۹۶۰ افتتاح شد و بعدها مؤسسه ادبیات و هنر تکنیک‌های توده ای خوانده شد.
اسکارپیت به عنوان مدیر علمی طرح «فرهنگ بین‌المللی اصطلاحات ادبی» (DITL V.2) خدمت کرد. طرح در حال انجام با بودجه انجمن بین‌المللی ادبیات تطبیقی از سال ۱۹۸۸ توسط ژان ماری گراسین ادامه یافت.

### علوم ارتباطات
به قول خودش: برای اندازه‌گیری ریسک نوشتن، باید درک کرد که خواندن چیست، چگونه می‌توان پیام متنی را دریافت کرد. این یک رویکرد کاملاً علمی است. او مقالاتی را در مجله بررسی فیلولوژیکی دانشگاه بلگراد در سال ۱۹۶۳ منتشر کرد. کتاب «جامعه‌شناسی ادبیات» او که در سال ۱۹۵۸ به زبان فرانسه منتشر شد به ۲۳ زبان ترجمه شده‌است.
او در سال ۱۹۶۵ به سفارش یونسکو کتاب «انقلاب کتاب» را نوشت. این کتاب که به ۲۰ زبان ترجمه شده‌است، پدیده کتاب جلد شومیز بازار انبوه و پیامدهای ورود به دنیای کتاب‌های ارزان قیمت را تحلیل می‌کند. او دریافت که مسئله کتاب باید به عنوان یک مسئله ارتباطی از طریق نوشتن مورد مطالعه قرار گیرد. از اینرو، با غوطه ور شدن در ادبیات «ارتباط‌شناسی»، یکی از اولین پژوهشگرانی بود که علم ارتباطات را در فرانسه معرفی و ترویج کرد.

### شغل و به رسمیت شناختن CIS
او در سال ۱۹۶۰ «مرکز جامعه‌شناسی واقعیات ادبی» را تأسیس کرد که در سال ۱۹۶۵ به «مؤسسه فنون توده‌ای ادبیات و هنر» و در سال ۱۹۷۸ به «آزمایشگاه علوم اطلاعات و ارتباطات» تبدیل شد. این مرکز به عنوان موتور مدرسه بوردو، پیشرو در این رشته شناخته می‌شود.
در سال ۱۹۶۷ به او مأموریت داده شد تا مدرسه بوردو را ایجاد کند که بر سرگرمی‌های اجتماعی و فرهنگی - اجتماعی تمرکز داشت و از سال ۱۹۷۰ تا ۱۹۷۵ مدیر آن بود.
در سال ۱۹۷۲، با همکاری سایر نویسندگان، پژوهشگران و دانشگاهیان، از جمله ژان میریات و رولان بارت، گروه ذی‌نفوذ را ایجاد کرد که هدف آن کسب اعتبار دانشگاهی برای علوم اطلاعات و ارتباطات است. این منجر به ایجاد کمیته علوم اطلاعات و ارتباطات می‌شود که به جامعه علوم اطلاعات و ارتباطات فرانسه (SFSIC) تبدیل شد.
اسکارپیت بین سال‌های ۱۹۷۵ و ۱۹۷۸ رئیس دانشگاه بوردو و استاد علوم اطلاعات و ارتباطات شد.

### پژوهش‌ها و نظریه علم اطلاعات و ارتباطات
در سال ۱۹۷۶، او با ارائه نظریه عمومی علوم اطلاعات و ارتباطات، حداقل در فرانسه، پیشگام بود. این مطالعه که مروری بر علم اطلاعات و ارتباطات برای امروز ارائه می‌کند، یک کتاب ضروری برای هر علاقه‌مند به این حوزه علم است. این نیاز به حسابرسی برای هر دو پدیده اطلاعات، بنابراین اسناد به‌طور کلی و موارد مربوط به ارتباطات را تأیید می‌کند. همان‌طور که خودش می‌گوید: از نظر من اطلاعات محتوای ارتباط است و ارتباطات وسیله نقلیه اطلاعات.

### نویسنده
اسکارپیت در سال ۱۹۶۰ پینچر فرایچ و چندین رمان از جمله مرد جوان و شب (۱۹۸۰) و یک روز زیبا برای مردن (۱۹۹۲) را منتشر کرده است.
وی در سال ۱۹۶۴ یکی از مشهورترین رمان‌هایش به نام لیتراترون را منتشر کرد. لیتراترون پس از تغییرات دولت در سال ۱۹۶۸ دنبال شد و سیاستمداران و بازرگانان را به سخره می‌گیرد.
در دهه ۱۹۸۰، او کتاب‌هایی برای کودکان نوشت که خودش آنها را تصویرسازی کرد و در مجموعه رولتابوس گنجانده شد. او سپس سه‌گانه سفرهای آزمبات، دریانورد بیسکایی را نوشت.
در سال ۱۹۵۳ و با موافقت ژان بروئل، مدیر موسس باتو موش پاریس، رابرت اسکارپیت زندگینامه داستانی ژان سباستین موشه نوشت، جایی که او هم همکار بارون اوسمان، مخترع قایق‌های رودخانه‌ای، و هم خالق یک بازرسی پلیس متخصص در زمینه اطلاعات، کوکی‌ها است. پذیرایی به افتخار صدمین سالگرد ژان سباستین موشه حتی با حضور یک وزیر همراه بود.

## نقل قول‌ها
- سکولاریسم دسترسی جهانی به میراث بشری است، این قانونی است که هر انسانی بر دارایی خود مسلط است و دارایی آن در هر جایی است که انسان‌ها وجود دارند.
- احتمالاً اگر تصادفی پایم را از دست بدهد، هیچ منبع دیگری برای از دست ندادن تعادل ندارم، زیرا یک خدا مصنوعی به دست می‌آورم و به آن تکیه می‌کنم که گویی حقیقت دارد. این تصور ارتوپدی از الوهیت خالی از قوت نیست و من به او احترامی مانند مفهوم بیهوشی قایل هستم که به شما [خدا] کمک می‌کند تا بمیرید.
- هیچ مدرکی وجود ندارد که تو [خدا] یک فیل صورتی کوچک نخواهی بود که از جنگل‌های متافیزیکی دهان من متولد شود.
- یک اثر ادبی است که قابلیت خیانت دارد.

— ادبی و اجتماعی ۱۹۷۸